# Apianus (månekrater)
Apianus er et nedslagskrater på Månen. Det befinder sig i det sydligt-centrale forrevne højland på Månens forside og er opkaldt efter den tyske matematiker, astronom og geograf Petrus Apianus (1495-1552).
Navnet blev officielt tildelt af den Internationale Astronomiske Union (IAU) i 1935. 
Krateret observeredes første gang i 1645 af Johannes Hevelius.

## Omgivelser
Krateret ligger nordøst for Aliacensiskrateret og nordvest for resterne af Poissonkrateret. Det nedslidte krater Krusenstern er forbundet med den vest-nordvestlige rand.

## Karakteristika
Kraterets ydre væg er blevet nedslidt og eroderet af senere nedslag, og et par småkratere ligger over randen mod sydøst og nordøst. Det centrale krater er 63 kilometer i diameter og 2.080 meter dybt. Det lille krater ved den sydøstlige rand, "Apianus B'", er en del af en samling sammenstødende småkratere, som også indbefatter "Apianus T" og "Apianus U". Den indre kraterbund er relativt jævn uden en central top, omend overfladen forekommer at være noget konveks. Der er kun få småkratere i dens overflade.
En række nærliggende kratere og småkraterer hører til Apianus.
I Månens geologiske tidsaldre er Apianus fra Nectarian-perioden, dvs. dannet fra 3,92 til 3,85 milliarder år siden.

## Satellitkratere
De kratere, som kaldes satellitter, er små kratere beliggende i eller nær hovedkrateret. Deres dannelse er sædvanligvis sket uafhængigt af dette, men de får samme navn som hovedkrateret med tilføjelse af et stort bogstav. På kort over Månen er det en konvention at identificere dem ved at placere dette bogstav på den side af satellitkraterets midte, som ligger nærmest hovedkrateret. Apianuskrateret har følgende satellitkratere:
| Apianus | Længde  | Bredde  | Diameter |
| ------- | ------- | ------- | -------- |
| A       | 25,7° S | 6,6° Ø  | 14 km    |
| B       | 27,4° S | 9,0° Ø  | 10 km    |
| C       | 28,1° S | 10,5° Ø | 20 km    |
| D       | 26,1° S | 10,7° Ø | 35 km    |
| E       | 28,8° S | 8,2° Ø  | 9 km     |
| F       | 28,1° S | 6,4° Ø  | 6 km     |
| G       | 28,1° S | 7,7° Ø  | 5 km     |
| H       | 28,1° S | 8,7° Ø  | 7 km     |
| J       | 26,3° S | 8,6° Ø  | 7 km     |
| K       | 27,4° S | 9,3° Ø  | 7 km     |
| L       | 29,1° S | 10,9° Ø | 5 km     |
| M       | 24,7° S | 10,3° Ø | 7 km     |
| N       | 28,8° S | 9,9° Ø  | 4 km     |
| P       | 25,2° S | 9,2° Ø  | 40 km    |
| R       | 25,7° S | 8,9° Ø  | 13 km    |
| S       | 25,6° S | 8,5° Ø  | 8 km     |
| T       | 27,7° S | 9,5° Ø  | 12 km    |
| U       | 27,9° S | 9,0° Ø  | 16 km    |
| V       | 25,3° S | 10,5° Ø | 3 km     |
| W       | 25,5° S | 7,4° Ø  | 9 km     |
| X       | 28,3° S | 7,1° Ø  | 3 km     |

## Måneatlas
- Billeder af Apianuskrateret i LPI-måneatlasset